# Fiume Seccu
Le fiume Seccu est un fleuve côtier (fiume en Corse) du département français de Haute-Corse, de la région Corse, qui se jette dans la mer Méditerranée, dans le golfe de Calvi.

## Géographie

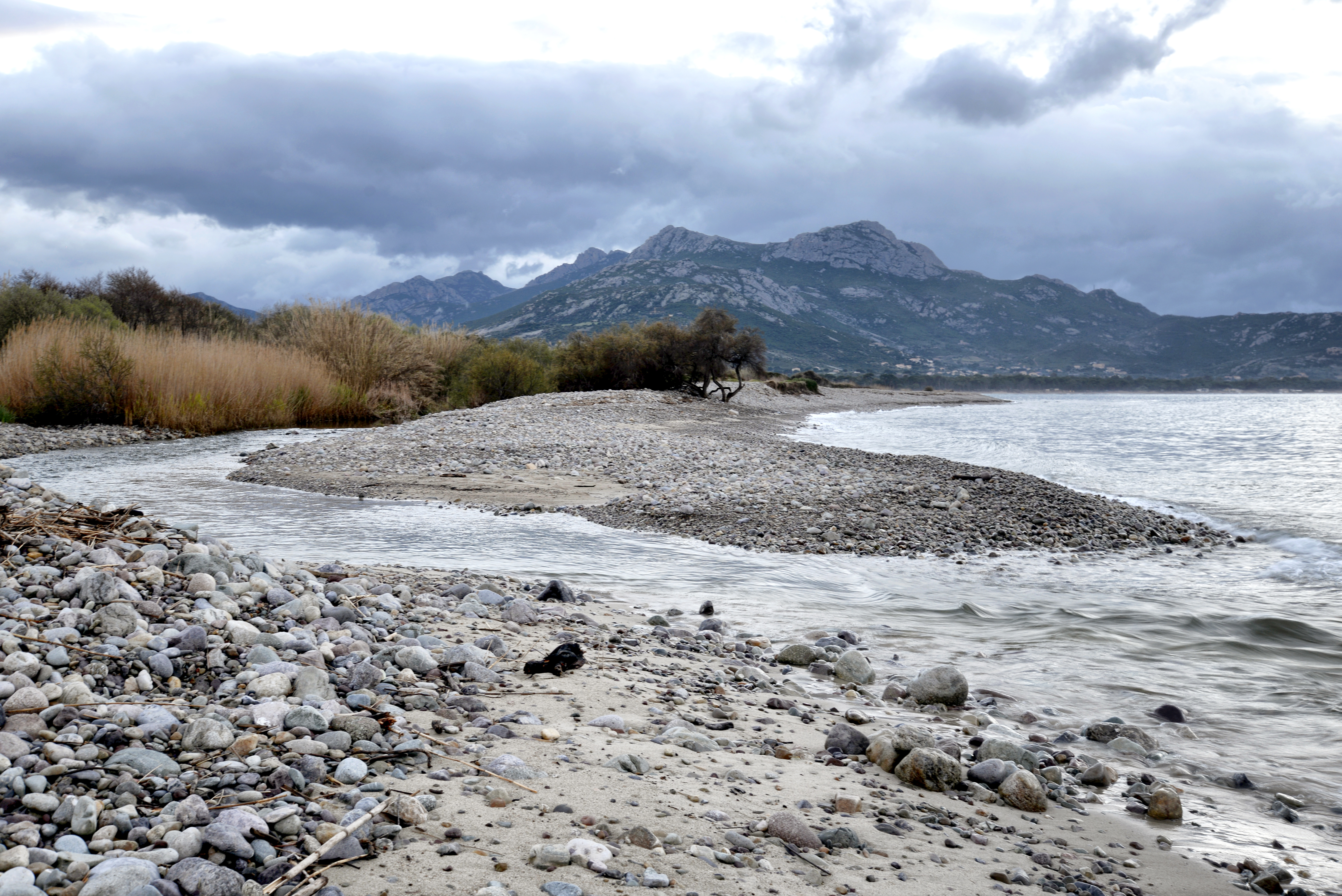
Embouchure du fiume Seccu

D'une longueur de 15,8 kilomètres, le fiume Seccu (fleuve sec en corse) prend sa source sur la commune de Calenzana à l'altitude 1 348 mètres. Il s'appelle dans cette partie haute, le ruisseau de Pozzi, puis le ruisseau de Frintogna. Le ruisseau de Pozzi a sa source entre le Monte Longu (1 699 m), la Punta Radiche (2 012 m) et le Monte Grosso (1 937 m).
Il coule globalement du sud-est vers le nord-ouest.
Il a son embouchure sur la commune de Lumio, sur la plage d'Aliborni située au nord du Camp Raffalli de la légion étrangère, et près d'un centre équestre, trois cents mètres après être passé sous la route nationale 197 et la voie ferrée.

### Communes et cantons traversés
Dans le seul département de la Haute-Corse, le fiume Seccu traverse quatre communes et deux cantons :
- dans le sens amont vers aval : (source) Calenzana, Zilia, Montegrosso, Lumio (confluence).

Soit en termes de cantons, le fiume Seccu prend source dans le canton de Calenzana et a son embouchure dans le canton de Calvi.

### Bassin versant
Le bassin hydrographique « Côtiers du ruisseau de Teghiella inclus au Figarella » (Y770) est de 102 km2.

### Organisme gestionnaire
L'organisme gestionnaire est le Comité de bassin de Corse, depuis la loi corse du 22 janvier 2002.

## Affluents
Le fiume Seccu a neuf affluents référencés :
- le ruisseau de Curagliette (rg[note 1]), 1,3 km sur la seule commune de Calenzana prenant source au Bocche Bianche (1 949 m) entre la Punta Radiche (2 012 m) et le Capu a u Dente (2 029 m).
- le ruisseau de Manganu (rg), 1,2 km sur la seule commune de Calenzana prenant source dans le bois de la Fratte, à 300 mètres du sentier de grande randonnée le fameux GR20, à environ 1 km au nord du Capu Ghiovu (1 629 m).
- le ruisseau de Rotta Longa (rd), 3,3 km sur la seule commune de Calenzana et prenant source près du Monte Grosso (1 937 m).
- le ruisseau de Meu (rg), 1,3 km sur la seule commune de Calenzana.
- le ruisseau d'Aghioa (rg), 1,5 km sur la seule commune de Calenzana.
- le ruisseau de Figa Mara (rd), 1,9 km sur la seule commune de Calenzana.
- le ruisseau de Ponte, ou ruisseau de Fiumicellu et ruisseau d'Eghina en partie haute (rd), 4 km[4] sur la seule commune de Montegrosso avec cinq affluents :
  - le ruisseau de Mezzanu (rd), 1,1 km sur les deux communes de Montegrosso et Zilia.
  - le ruisseau de Canale (rd), 1,7 km sur les deux communes de Montegrosso et Zilia.
  - le ruisseau de Caldaje (rd), 2,4 km sur les deux communes de Montegrosso et Zilia.
  - le ruisseau de Lette (rd), 5 km sur les quatre communes de Calenzana, Montegrosso, Muro et Zilia avec deux affluents :
    - le ruisseau de Teghia ou ruisseau de Sesa' en partie haute (rd) 4,3 km sur les huit communes de Calenzana, Olmi-Cappella, Pioggiola, Feliceto, Mausoléo, Montegrosso, Muro et Zilia avec un affluent :
      - le ruisseau de Tribiatolo (rd) 1,7 km sur les six communes de Calenzana, Olmi-Cappella, Pioggiola, Feliceto, Mausoléo et Zilia.

    - le ruisseau de Maria (rd) 2,6 km sur les quatre communes de Feliceto, Montegrosso, Muro et Zilia.

  - le ruisseau de Bucignogni (rg), 2,7 km sur les trois communes de Calenzana, Montegrosso et Zilia.

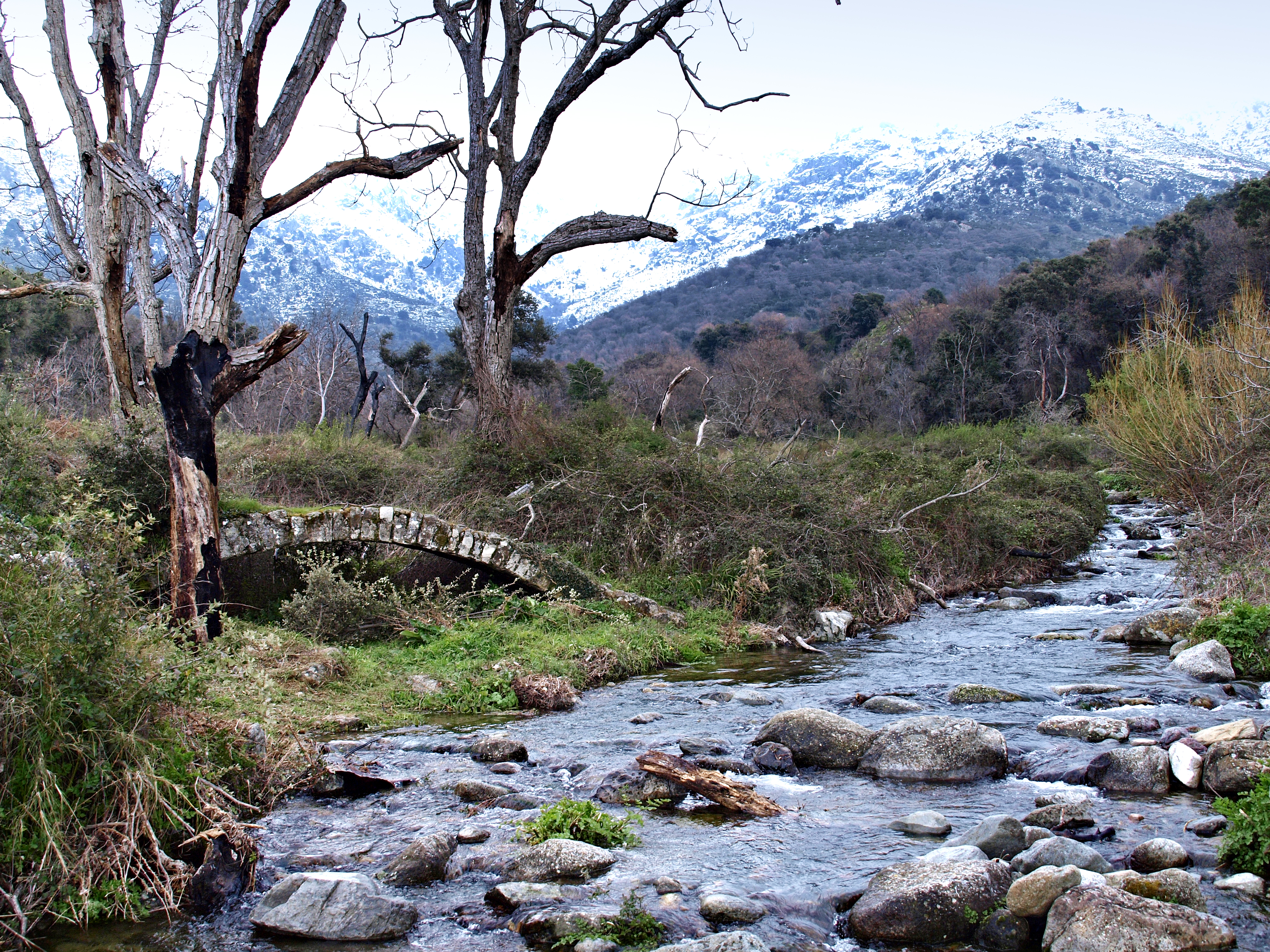
Vestiges d'un pont génois sur le Lette à Zilia

- le ruisseau de Spavravelli (rd), 2,2 km sur la seule commune de Montegrosso.
- le ruisseau de Canapile ou ruisseau de Truigna ou ruisseau de Forca al Pippu (rd) 5,5 km, sur les quatre communes de Calvi, Lavatoggio, Lumio et Montegrosso avec trois affluents :
  - le ruisseau de Caparone (rg) 2,7 km sur les deux communes de Lumio et Montegrosso.
  - le ruisseau de Falasca (rd) 1,2 km sur les deux communes de Lumio et Montegrosso.
  - le ruisseau de Pastricciola (rd)  1,1 km sur les deux communes de Lumio et Montegrosso.

### Rang de Strahler
Le rang de Strahler est de cinq par le ruisseau de Ponte, le ruisseau de Lette, le ruisseau de Teghia et le ruisseau de Tribiatolo

## Hydrologie
En période estivale, comme bon nombre de petits cours d'eau côtiers locaux (exemple du Fango), le Seccu présente un lit asséché, d'où son nom. Son cours disparaît à l'approche de la mer, laissant croire à un cours d'eau asséché.

## Chant polyphonique
Le fiume Seccu a donné lieu à un chant polyphonique ou paghjella de Bustanico : Chî u mare fussi seccu.